# Arachnactis sibogae
Arachnactis sibogae is een Cerianthariasoort uit de familie van de Arachnactidae. De wetenschappelijke naam van de soort is voor het eerst geldig gepubliceerd in 1910 door McMurrich.